# Висхідна шийна артерія
Висхідна шийна артерія (лат. a. cervicalis ascendens) — це кровоносна судина, що бере початок від нижньої щитоподібної артерії або, як анатомічний варіант, може відходити від щитошийного стовбура.

## Анатомія
Висхідна шийна артерія прямує вверх від щитошийного стовбура до переднього горбка поперечних відростків шийних хребців в проміжку між переднім драбничастим та довгим м'язами голови. Висхідна шийна артерія анастомозує з потиличною та висхідною глотковою артеріями, а також з хребетною артерією, даючі 1-2 спинальні гілки (лат. rr. spinales), що беруть участь у кровопостачання спинного мозку. Також артерія кровопостачає глибокі м'язи шиї.